# Leichtathletik-Weltmeisterschaften 2009/Teilnehmer (Äthiopien)
| Gelbes Symbol für Goldmedaillen mit stilisierten Olympischen Ringen | Graues Symbol für Silbermedaillen mit stilisierten Olympischen Ringen | Braundes Symbol für Bronzemedaillen mit stilisierten Olympischen Ringen |
| ------------------------------------------------------------------- | --------------------------------------------------------------------- | ----------------------------------------------------------------------- |
| 2                                                                   | 2                                                                     | 4                                                                       |

Der äthiopische Leichtathletik-Verband stellte 33 Athleten bei den Leichtathletik-Weltmeisterschaften 2009 in Berlin.

## Ergebnisse

### Männer

#### Laufdisziplinen
| Athlet                    | Disziplin        | Vorlauf      | Vorlauf | Halbfinale         | Halbfinale         | Finale             | Finale             |
| Athlet                    | Disziplin        | Zeit         | Platz   | Zeit               | Platz              | Zeit               | Platz              |
| ------------------------- | ---------------- | ------------ | ------- | ------------------ | ------------------ | ------------------ | ------------------ |
| Mekonnen Gebremedhin      | 1500 m           | 3:43,22 min  | 26      | nicht qualifiziert | nicht qualifiziert | nicht qualifiziert | nicht qualifiziert |
| Deresse Mekonnen          | 1500 m           | 3:37,04 min  | 1       | 3:36,86 min        | 6                  | 3:36,01 min        | Silber             |
| Henok Legesse             | 1500 m           | 3:45,63 min  | 37      | 3:37,79 min        | 16                 | nicht qualifiziert | nicht qualifiziert |
| Ali Abdosh                | 5000 m           | 13:36,52 min | 23      |                    |                    | 13:19,11 min       | 6                  |
| Kenenisa Bekele           | 5000 m           | 13:19,77 min | 1       |                    |                    | 13:17,09 min       | Gold               |
| Kenenisa Bekele           | 10.000 m         |              |         |                    |                    | 26:46,31 min CR    | Gold               |
| Bekana Daba               | 5000 m           | 13:23,86 min | 16      |                    |                    | nicht qualifiziert | nicht qualifiziert |
| Abebe Dinkesa             | 10.000 m         |              |         |                    |                    | DNF                | DNF                |
| Gebregziabher Gebremariam | 10.000 m         |              |         |                    |                    | 27:44,04 min SB    | 10                 |
| Imane Merga               | 10.000 m         |              |         |                    |                    | 27:15,94 min PB    | 4                  |
| Deressa Chimsa            | Marathon         |              |         |                    |                    | DNF                | DNF                |
| Tsegay Kebede             | Marathon         |              |         |                    |                    | 2:08:35 h          | Bronze             |
| Deriba Merga              | Marathon         |              |         |                    |                    | DNF                | DNF                |
| Yemane Tsegay             | Marathon         |              |         |                    |                    | 2:08:42 h          | 4                  |
| Dejene Yirdaw             | Marathon         |              |         |                    |                    | 2:15:09 h          | 15                 |
| Roba Gari                 | 3000 m Hindernis | 8:18,22 min  | 5       |                    |                    | 8:12,40 min        | 6                  |
| Yacob Jarso               | 3000 m Hindernis | 8:20,91 min  | 11      |                    |                    | 8:12,13 min PB     | 5                  |
| Legese Lamiso             | 3000 m Hindernis | 8:51,63 min  | 35      |                    |                    | nicht qualifiziert | nicht qualifiziert |

### Frauen

#### Laufdisziplinen
| Athletin           | Disziplin        | Vorlauf        | Vorlauf | Halbfinale  | Halbfinale | Finale             | Finale             |
| Athletin           | Disziplin        | Zeit           | Platz   | Zeit        | Platz      | Zeit               | Platz              |
| ------------------ | ---------------- | -------------- | ------- | ----------- | ---------- | ------------------ | ------------------ |
| Meskerem Assefa    | 1500 m           | 4:08,86 min    | 16      | DNS         | DNS        | nicht qualifiziert | nicht qualifiziert |
| Gelete Burka       | 1500 m           | 4:07,75 min    | 1       | 4:10,19 min | 12         | 4:11,21 min        | 9                  |
| Kalkidan Gezahegne | 1500 m           | 4:08,23 min    | 9       | 4:04,75 min | 5          | 4:08,81 min        | 8                  |
| Meseret Defar      | 5000 m           | 15:16,46 min   | 1       |             |            | 14:58,41 min       | Bronze             |
| Meseret Defar      | 10.000 m         |                |         |             |            | 30:52,37 min       | 5                  |
| Genzebe Dibaba     | 5000 m           | 15:19,66 min   | 7       |             |            | 15:11,12 min       | 8                  |
| Sentayehu Ejigu    | 5000 m           | 15:17,64 min   | 3       |             |            | 15:03,38 min       | 4                  |
| Meselech Melkamu   | 5000 m           | 15:18,39 min   | 5       |             |            | 15:03,72 min       | 5                  |
| Meselech Melkamu   | 10.000 m         |                |         |             |            | 30:51,34 min       | Silber             |
| Wude Ayalew        | 10.000 m         |                |         |             |            | 30:51,95 min       | Bronze             |
| Atsede Baysa       | Marathon         |                |         |             |            | 2:36:04 h          | 26                 |
| Bezunesh Bekele    | Marathon         |                |         |             |            | 2:30:03 h          | 15                 |
| Robe Guta          | Marathon         |                |         |             |            | DNF                | DNF                |
| Aselefech Mergia   | Marathon         |                |         |             |            | 2:25:32 h          | Bronze             |
| Dire Tune          | Marathon         |                |         |             |            | 2:32:42 h          | 22                 |
| Zemzem Ahmed       | 3000 m Hindernis | 9:29,36 min SB | 13      |             |            | 9:22,64 min SB     | 10                 |
| Sofia Assefa       | 3000 m Hindernis | 9:22,63 min    | 3       |             |            | 9:31,29 min        | 13                 |
| Korahubsh Itaa     | 3000 m Hindernis | 9:33,67 min    | 15      |             |            | nicht qualifiziert | nicht qualifiziert |